# Виташкевич, Николай Александрович
Николай Александрович Виташкевич — советский хозяйственный и политический деятель.

## Биография
Родился в 1938 году в Белорусской ССР. Член КПСС с 1971 года.
Окончил ремесленное училище.
В 1956—1958 гг. — слесарь, помощник машиниста паровоза Макеевского металлургического завода.
В 1958—1961 гг. — военнослужащий Советской армии.
В 1961—1982 гг. — поездной кочегар, помощник машиниста, машинист тепловоза, в 1982—1998 гг. — машинист электровоза Оршанского локомотивного депо имени Константина Заслонова Белорусской железной дороги.
Избирался депутатом Верховного Совета СССР 11-го созыва. Делегат XXVII съезда КПСС.
Жил в Орше.

## Награды
- Орден Трудовой Славы II степени
- Орден Трудовой Славы III степени